# Honda CBR 1000F
Honda CBR 1000F – sportowo-turystyczny motocykl Hondy produkowany od 1987 do 1999 roku. Motocykl osiągnął uznanie użytkowników głównie dzięki trwałemu silnikowi zapewniającego bardzo dobrą dynamikę i elastyczność. Motocykl sprzedawano z silnikiem o pełnej mocy 135 KM i zdławionej 100 KM (w późniejszym okresie do 98 KM). Pomimo że  wprowadzono w 1997 roku model CBR 1100XX jako następcę CBR 1000F, popularność motocykla nie zmniejszyła się i produkcję zakończono w 1999 roku.

## Model SC21 (1987-1988)
Po wejściu na rynek motocykl osiągnął sukces w testach porównawczych z motocyklami konkurencji, głównie dzięki sportowemu zacięciu. Silnik zaprojektowany od nowa stanowi częściowo element nośny motocykla, do niego przykręcony jest tylny wahacz. Napęd rozrządu umieszczono pośrodku silnika, co nie było zbyt nowoczesnym rozwiązaniem. W modelach z roku 1987 występował problem z hydraulicznym napinaczem łańcucha rozrządu, problem ten rozwiązano w modelu 1988. Aerodynamiczne osłony miały na celu uzyskanie wysokiej prędkości maksymalnej i zmniejszenia zużycia paliwa, jednak dokuczliwa dla kierowców okazała się słaba ochrona przed wiatrem.
Motocykl z tego okresu produkcji otrzymał nazwę handlową "Hurricane", podobnie jak mniejszy model CBR 600F Hurricane

## Model SC24 (1989 - 1999)
W 1989 roku motocykl gruntownie przebudowano, dzięki czemu stał się bardziej uniwersalny. Poprawiono geometrię podwozia, zwiększono rozmiar felg i opon oraz zmieniono konstrukcję przedniego zawieszenia. Ładowność zwiększono do 15 kg. Zmieniono przedni reflektor, kształt owiewek oraz przedniej szyby co poprawiło aerodynamikę i wygląd, jednak dalej problemem były dokuczliwe podmuchy powietrza na głowę kierowcy. Wadę tą poprawiono w modelu 1991 zmieniając kształt szyby i przedniej owiewki.
W 1993 roku dokonano kolejnych modyfikacji. Zastosowano nowe gaźniki o średnicy przelotu 37 mm oraz zwiększono pojemność zbiornika paliwa do 22 l. Silnik w wersji zdławionej osiągał obecnie moc 98 KM. Wprowadzono układ Dual CBS (Combined Brake System) w którym naciśnięcie dźwigni przedniego lub tylnego hamulca powoduje zawsze uruchomienie hamulców na obu osiach. Dzięki temu systemowi motocykle otrzymały przydomek "Dual". Oprócz tego wprowadzono także kilka zmian stylistycznych.